# Lilla stjärna
A Lilla stjärna (magyarul: Kis csillag) dal, amely Svédországot képviselte az 1958-as Eurovíziós Dalfesztiválon. A dalt Alice Babs adta elő svéd nyelven. Ez volt Svédország első szereplése a versenyen, emellett ez volt az Eurovízió első svéd nyelvű dala.
Az énekesnőt és dalát a Sveriges Radio belső kiválasztással jelölte ki. Máig ez az egyetlen alkalom, hogy az ország nem rendezett nemzeti döntőt indulója kiválasztására.
A verseny előtt volt egyfajta nézeteltérés Alice Babs és a dalszerző között. A dal eredeti címe Samma stjärnor lysa för oss två (magyarul: Ugyanazok a csillagok ragyognak kettőnkért) volt, de ezt a verziót sem az énekesnő, sem a Sveriges Radio nem támogatta, így felkérték Gunnar Wersén újságíró-dalszövegírót, hogy írja át a dalt, és adjon új címet neki. Mindez az eredeti szerző, Åke Gerhard tudta és jóváhagyása nélkül történt, ezért Gerhard nem engedte, hogy a dalból készüljön egy stúdióverzió. Emiatt a dal egyetlen létező hangfelvétele a hilversumi előadás maradt. A dal csak 1994-ben került kereskedelmi forgalomba.
A március 12-én rendezett döntőben a fellépési sorrendben ötödikként adták elő, a luxemburgi Solange Berry Un grand amour című dala után és a dán Raquel Rastenni Jeg rev et blad ud af min dagbog című dala előtt. A szavazás során tíz pontot szerzett, ami a negyedik helyet érte a tízfős mezőnyben.
A következő svéd induló Brita Borg Augustin című dala volt az 1959-es Eurovíziós Dalfesztiválon.

## Kapott pontok
| Kapott pontok                                                                                 |  | 2 |  | 3 |  |  | 1 |  | 1 | 3 |
| A tábla a fellépés sorrendjében van rendezve. A szavazás menete fordított sorrendben történt. |  |   |  |   |  |  |   |  |   |   |

## Fordítás
- Ez a szócikk részben vagy egészben  a   Lilla stjärna című angol Wikipédia-szócikk ezen változatának fordításán alapul.  Az eredeti cikk szerkesztőit annak laptörténete sorolja fel. Ez a jelzés csupán a megfogalmazás eredetét és a szerzői jogokat jelzi, nem szolgál a cikkben szereplő információk forrásmegjelöléseként.